# Мухаммад ибн Якуб ан-Насир
Мухаммад ибн Якуб ан-Насир Лидиниллах (араб. الناصر لدين الله محمد بن المنصور‎, умер в 1213) — четвёртый халиф династии Альмохадов. Взошёл на престол в 1199 году после смерти отца Якуба аль-Мансура. При нём начался быстрый упадок империи. По свидетельствам историков Мухаммад был очень молчалив, главным образом из-за дефекта речи; он был непроницаем, но вместе с тем мягок, храбр; один руководил своим государством, полагаясь только на собственное разумение.

## Биография
Взойдя на трон, Мухаммад выступил против Бану-Гания, взял Тунис, Гафсу и Махдию. Наместником в Ифрикии он назначил могущественного шейха и искусного полководца Абу Мухаммада, который был сыном Абу Хафса Умара, игравшего важную роль на начальном этапе альмохадской истории.
В феврале 1211 года Мухаммад во главе большой армии переправился в Испанию, где его ждал кастильский король Альфонс. Альфонс готовился к реваншу за Аларкос и призвал к себе на помощь всех государей Испании, короля Португалии и даже папу. Прибывшие со всех концов Европы в Кастилию рыцари и искатели приключений нанесли поражение альмохадам и перешли Сьерра-Морену. В июле 1212 года альмохады потерпели поражение при Лас Навас де Толоса.
Известие о поражении послужило сигналом к развалу империи альмохадов. Мухаммад ан-Насир был уже не в силах поправить положение. В конце 1213 года он умер. Ему наследовал 16-летний сын Юсуф.
По некоторым данным, к султану Мухаммаду ан-Насиру король Англии Иоанн Безземельный отправлял делегацию с просьбой о военной поддержке и союзе против Франции. Делегацию возглавлял лондонский священнослужитель Роберт (выкрещенный еврей). В Англии Иоанн Безземельный находился в тяжёлой ситуации: его бароны восстали против него, он был отлучён от церкви папой Римским Иннокентием III, а французы угрожали вторжением. Отчаявшийся король Иоанн Безземельный якобы не возражал даже принять ислам, чтобы отдать дань уважения Мухаммаду ибн Якубу ан-Насиру в обмен на его помощь, но тот, по всей видимости, отклонил это предложение.